# 下麥田 (亞利桑那州)
下麥田（英語：Lower Wheatfields）是位於美國亞利桑那州阿帕契縣的一個非建制地區。該地的面積和人口皆未知。

## 地理
下麥田的座標為36°12′15″N 109°08′09″W / 36.20417°N 109.13583°W，而該地的平均海拔高度為2195米（即7201英尺）。